# Rutilia fulviventris
Rutilia fulviventris là một loài ruồi trong họ Tachinidae.